# نیکلاس گب
نیکلاس گب (به انگلیسی: Nicolas Gob) (زاده ۲۹ اکتبر ۱۹۸۲) بازیگر بلژیکی است.
از فیلم‌های معروف او می‌توان به بازی در دیو و دلبر، دوست‌دخترها و پرندگان زندان اشاره کرد.